# وزارة الطاقة (الولايات المتحدة)

شعار وزارة الطاقة الأمريكية

وزارة الطاقة الأمريكية (بالإنجليزية: United States Department of Energy، واختصاراً: DOE) هي الوزارة المسؤولة عن سياسات الطاقة والأمان النووي في الولايات المتحدة. تتضمن مسئولياتها أيضاً برنامج الأسلحة النووية، إنتاج المفاعلات النووية للبحرية الأمريكية، الحفاظ على الطاقة، البحوث المتعلقة بالطاقة، التخلص من المواد المشعة وإنتاج الطاقة المحلي.
ويدير وزارة الطاقة الأمريكية وزير، ويقع المقر الرئيسي لها في جنوب غرب واشنطن العاصمة، في شارع الاستقلال في مبنى جيمس فورستال ، التي سميت باسم وزير الدفاع السابق جيمس فورستال، وكذلك في جيرمانتاون بولاية ميريلاند.

## تاريخها
في عام 1942، خلال الحرب العالمية الثانية، بدأت الولايات المتحدة مشروع مانهاتن، وهو مشروع لتطوير قنبلة ذرية تحت عين من فيلق الجيش الأمريكي للمهندسين. بعد الحرب في عام 1946، تم إنشاء هيئة الطاقة الذرية (AEC) للسيطرة على مستقبل المشروع. [4] [5]
في عام 1974 منحت لجنة الطاقة الذرية الطريق إلى لجنة الرقابة النووية، التي كلفت بتنظيم صناعة الطاقة النووية، وإدارة البحوث وتنمية الطاقة، التي أوكل إليها مهمة إدارة السلاح النووي، مفاعل البحرية، وبرامج تنمية الطاقة.

أدت أزمة النفط عام 1973 إلى لفت الانتباه إلى ضرورة توحيد سياسة الطاقة. في 4 أغسطس 1977، وقع الرئيس جيمي كارتر على القانون قانون وزارة الطاقة منظمة لعام 1977 (Pub.L. 95-91، 91 القانون الأساسي 565، الذي سن 4 أغسطس 1977)، الذي أنشأ وزارة الطاقة. [6 ] وكالة الجديد الجديد، التي بدأت اولى مهامها في 1 أكتوبر عام 1977، حيث عززت الإدارة الاتحادية للطاقة، وإدارة البحوث وتنمية الطاقة، لجنة الطاقة الاتحادية، وبرامج مختلفة من وكالات أخرى. عين وزير الدفاع السابق جيمس شليسنجر على راس أول إدارة لها، الذي خدم في عهد الرئيسين نيكسون وفورد خلال حرب فيتنام، يسمى السكرتير الأول.

### خطط سلاح مسروقة
في ديسمبر 1999، حقق مكتب التحقيقات الفدرالي الامريكي في حصول الصين على خططا لجهاز نووي علمي. واتهم ون هو لي ون هو لي بسرقة أسرار نووية من مختبر لوس ألاموس الوطني لصالح جمهورية الصين الشعبية. مسؤولون اتحاديون، بما في ذلك آنذاك وزير الطاقة بيل ريتشاردسون، اعلنا ان ون هو لي كمشتبه به قبل اتهامه بارتكاب جريمة. عقد مجلس الشيوخ جلسات استماع للتحقيق مع وزارة الطاقة لسوء التسيير في قضيته. يعتقد أعضاء مجلس الشيوخ الجمهوريين أنه يجب على وكالة مستقلة أن تكون مسؤولا عن إدارة الاسلحة النووية وقضايا الأمن النووي، وليس وزارة الطاقة. [7] لكن كل تهمة من التهم الـ59 ضد ون هو لي ون هو لي أسقطت في نهاية المطاف لأن التحقيق أثبتت أخيرا أن الخطط التي تم حصل عليها الصينيين لا يمكن ان يكون مصدرها ون هو لي. قدم لي دعوى وحصل على 1.6 مليون $ كتسوية ضد الجهات الحكومية ووكالات الانباء. [8]

## المنظمات والهيئات
وزارة الطاقة تحت إشراف وزير الطاقة، المعين من قبل رئيس الولايات المتحدة. ويساعد وزير الطاقة في إدارة الوزارة نائب وزير الطاقة، المعين من قبل الرئيس، الذي يتحمل واجبات الأمين في حالة غيابه.كمالدى الوزير الإدارة ثلاثة أمناءأيضا، يعين الرئيس كل منهما، الذين يشرفون على المجالات الرئيسية للعمل الإداري في الوزارة . كما يعين الرئيس سبعة مسؤولين برتبة مساعد وزير الطاقة الذين لديهم مسؤولية الإدارة التنفيذية للعناصر التنظيمية الرئيسية للإدارة. يعين مهامهم وواجباتهم وزير الطاقة وهي الهيئات التالية.
- وزير الطاقة الأمريكي
  - نائب وزير الطاقة الأمريكي
    - وكيل هيئة العلوم والطاقة
      - مكتب العلوم

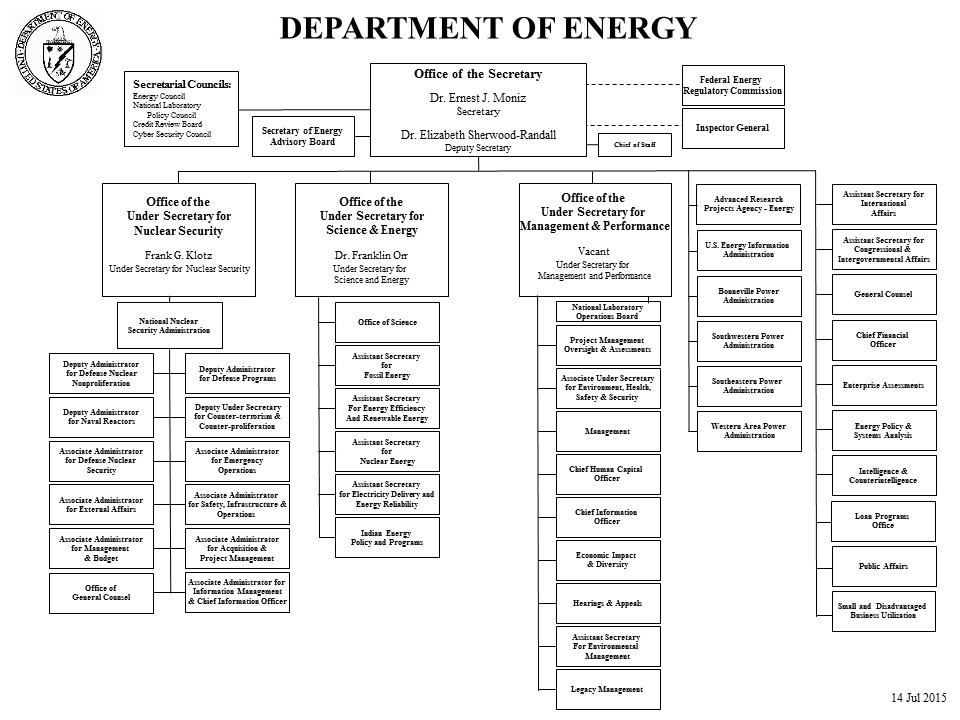
الهيكل التنظيمي لوزارة الطاقة الأميركية يوليو 2015

      - مساعد وزيرة الطاقة لشؤون الطاقة الأحفورية
      - مساعد وزيرة الطاقة لكفاءة الطاقة والطاقة المتجددة
      - مساعد وزيرة الطاقة لشؤون الطاقة النووية
      - الأمين المساعد للتسليم الكهرباء وموثوقية الطاقة
      - برنامج سياسة الطاقة الهندي-الأمريكي

    - كيل الوزارة لشؤون الأمن النووي
      - الإدارة الوطنية للأمن النووي

    - كيل الوزارة لشؤون الإدارة والأداء
      - المجلس عمليات المختبر الوطني
      - مساعد وكيل الوزارة للبيئة والصحة والسلامة والأمن
      - مكتب إدارة الطاقة الأمريكية
      - الرئيس التنفيذي للموارد البشرية
      - رئيس مكتب المعلومات
      - الأثر الاقتصادي والتنوع
      - جلسات الاستماع والطعون
      - الأمين المساعد لإدارة البيئة
      - إدارة تراث

    - وكالة مشاريع البحوث المتقدمة
    - إدارة معلومات الطاقة
    - إدارة الطاقة بونفيل
    - إدارة الطاقة لمنطقة الجنوب الشرقي
    - إدارة الطاقة للمنطقة الجنوب الغربي
    - إدارةالطاقة للمنطقة الغربية
    - مساعد وزيرة الخارجية للشؤون الدولية
    - الأمين المساعد للشؤون الحكومية الدولية في الكونغرس
    - المستشار العام
    - المدير المالي
    - مشروع تقييم
    - سياسة الطاقة وتحليل النظام
    - الاستخبارات ومكافحة التجسس
    - مكتب برامج القروض
    - الشؤون العامة في وزارة الطاقة الأمريكية
    - الصغيرة والمحرومة استخدام الأعمال

## المختبرات المرفقية
تعمل وزارة الطاقة على نظام المختبرات الوطنية والتسهيلات التقنية للبحث وكالة التنمية، على النحو التالي:
- مختبر ايمز
- مختبر أرغون الوطني
- مختبر بروكهافن الوطني
- فيرمي المختبر الوطني مسرع
- المختبر الوطني ايداهو
- مختبر لورانس بيركلي الوطني
- المختبر الوطني لورانس ليفرمور
- مختبر لوس ألاموس الوطني
- المختبر الوطني لتكنولوجيا الطاقة
- المختبر الوطني للطاقة المتجددة
- مختبر أوك ريدج الوطني
- المختبر الوطني شمال غرب المحيط الهادئ
- برينستون البلازما مختبر الفيزياء
- سانديا الوطنية مختبرات
- المختبر الوطني نهر سافانا
- المختبر الوطني مسرع سلاك
- توماس جيفرسون الوطني مسرع مرفق

وتشمل مرافق وزارة الطاقة الرئيسية الأخرى:
- مركز أبحاث ألباني
- بانيستر مجمع الاتحادية
- مختبر الطاقة الذرية بيتيس - يركز على تصميم وتطوير الطاقة النووية للبحرية الأمريكية
- مدينة كانساس سيتي النبات
- الروابي الذرية الطاقة مختبر - تعمل للبحوث البحرية برنامج المفاعلات تحت وزارة الطاقة (وليس المختبر الوطني)
- المكتب الوطني لتكنولوجيا البترول
- نيفادا اختبار الموقع
- مختبر نيو برونزويك
- مكتب الأحفوري الطاقة ()
- مكتب نهر حماية (موقع هانفورد)
- بانتكس
- العلوم الإشعاعية والبيئية مختبر
- مجمع الأمن القومي Y12
- جبل يوكا مستودع النفايات النووية

## التشريعات ذات الصلة
- 1920 - قانون السلطة الاتحادية

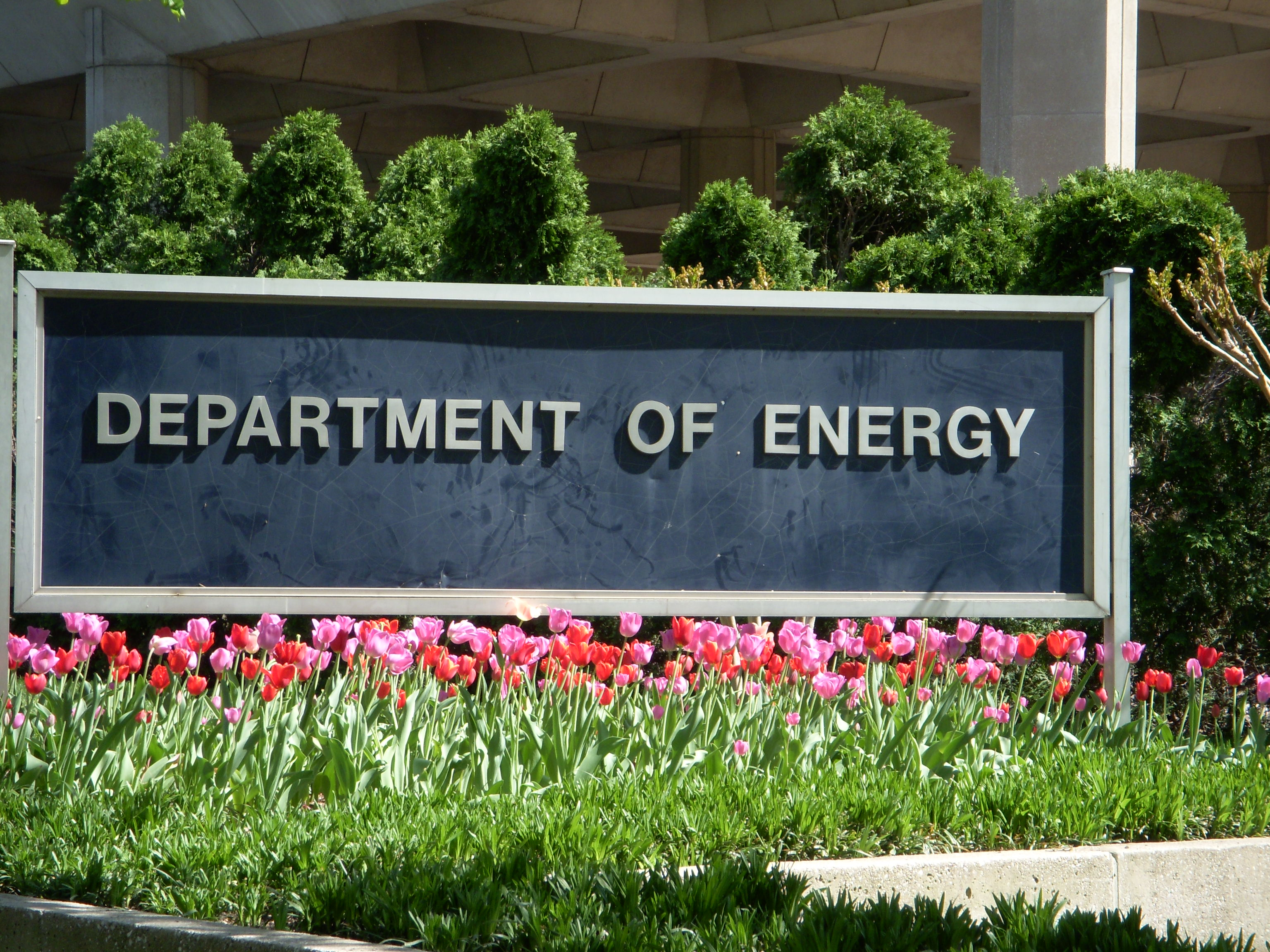
لوحة موقع عليها أمام وزارة الطاقة الأمريكية في بناء فورستال في 1000 شارع الاستقلال (واشنطن العاصمة)

- 1935 - قانون الشركات المرافق العامة القابضة لعام 1935
- 1946 - قانون الطاقة الذرية PL 79-585 (تم إنشاؤه في هيئة الطاقة الذرية) (حلت محلها قانون الطاقة الذرية لعام 1954)
- 1954 - قانون الطاقة الذرية لعام 1954، بصيغته المعدلة PL 83-703
- 1956 - مشروع تخزين نهر كولورادو PL 84-485
- 1957 - هيئة الطاقة الذرية اكتساب الملكية PL 85-162
- 1957 - قانون التعويض الأسعار اندرسون للصناعات النووية PL 85-256
- 1968 - قانون خط أنابيب الغاز الطبيعي السلامة PL 90-481
- 1973 - قانون التأجير التمويلي المعدنية التعديلات (ترانس ألاسكا خط أنابيب النفط تفويض) PL 93-153
- 1974 - قانون إعادة تنظيم الطاقة PL 93-438 (سبليت لجنة الطاقة الذرية في إدارة البحوث وتنمية الطاقة واللجنة التنظيمية النووية)
- 1975 - قانون سياسة الطاقة والمحافظة PL 94-163
- 1977 - قانون تنظيم وزارة الطاقة PL 95-91 (خردة إردا والاستعاضة عن ذلك مع وزارة الطاقة)
- 1978 - قانون الطاقة الوطنية PL 95-617، 618، 619، 620، 621
- 1980 - قانون أمن الطاقة PL 96-294
- 1989 - البئر الغاز الطبيعي قانون رفع القيود PL 101-60
- 1992 - قانون سياسة الطاقة 1992 PL 102-486
- 2000 - قانون إدارة الأمن النووي الوطني PL 106-65
- 2005 - قانون سياسة الطاقة 2005 PL 109-58
- 2007 - قانون استقلال وأمن الطاقة لعام 2007 PL 110-140
- 2008 - قانون الأغذية وحفظها والطاقة 2008 PL 110-234

## قائمة وزراء الطاقة
| الرقم | الاسم               | بداية فترة حكمه | نهاية فترة حكمه | عهد الرئيس    |
| ----- | ------------------- | --------------- | --------------- | ------------- |
| 1     | جيمس شليسنجر        | 6 أغسطس 1977    | 23 أغسطس 1979   | جيمي كارتر    |
| 2     | تشارلز دنكان، الابن | 24 أغسطس 1979   | 20 يناير 1981   | جيمي كارتر    |
| 3     | جيمس ادواردز        | 23 يناير 1981   | 5 نوفمبر 1982   | رونالد ريغان  |
| 4     | دونالد بول هودل     | 5 نوفمبر 1982   | 7 فبراير 1985   | رونالد ريغان  |
| 5     | جون س. هارينغتون    | 7 فبراير 1985   | 20 يناير 1989   | رونالد ريغان  |
| 6     | جيمس د. واتكينز     | 1 مارس 1989     | 20 يناير 1993   | جورج بوش الأب |
| 7     | عسلي ر أوليري       | 22 يناير 1993   | 20 يناير 1997   | بيل كلينتون   |
| 8     | فيديريكو بينيا      | 12 مارس 1997    | 30 يونيو 1998   | بيل كلينتون   |
| 9     | بيل ريتشاردسون      | 18 أغسطس 1998   | 20 يناير 2001   | بيل كلينتون   |
| 10    | سبنسر ابراهام       | 20 يناير 2001   | 31 يناير 2005   | جورج بوش      |
| 11    | صموئيل بودمان       | 1 فبراير 2005   | 20 يناير 2009   | جورج بوش      |
| 12    | ستيفن تشو           | 21 يناير 2009   | 22 أبريل 2013   | باراك أوباما  |
| 13    | إرنست مونيز         | 16 مايو، 2013   | Incumbent       | باراك أوباما  |

## المسؤولية عن الأسلحة النووية
وزارة الطاقة / إدارة الأمن النووي (وزارة الطاقة الأمريكية/NNSA) يتحمل المسؤولية الاتحادية لتصميم واختبار وإنتاج جميع الأسلحة النووية. إدارة الأمن النووي بدوره يستخدم المتعاقدين إلى الاضطلاع بمسؤولياتها في المواقع المملوكة لحكومة التالية:
- تصميم المكونات النووية من الأسلحة النووية: مختبر لوس ألاموس الوطني ومختبر لورانس ليفرمور الوطني
- هندسة نظم الأسلحة النووية: مختبرات سانديا الامريكية
- تصنيع مكونات رئيسية هي: مختبر لوس ألاموس الوطني، و محطة كانساس النووية، و مجمع Y-12 للأمن القومي النووي
- موقع الاختبار: موقع اختبار نيفادا
- منشأة باتاكس، السلاح النهائي / رأس حربي تجميع / تفكيك: PANTEX [الإنجليزية]

## الميزانية
كشف الرئيس الأمريكي باراك أوباما يوم 7 مايو 2009، طلب الميزانية 26,4 مليار $ لوزارة الطاقة للسنة المالية 2010، بما في ذلك 2.3 مليار $ لمكتب كفاءة الطاقة والطاقة المتجددة (EERE) في الوزارة نفسها . وتهدف الميزانية لتوسيع كبير في استخدام مصادر الطاقة المتجددة وتحسين البنية التحتية للنقل الطاقة . كما أنه يجعل استثمارات كبيرة في الهجائن والمكونات الهجينة، في مجال التكنولوجيات الشبكية الذكية، وفي مجال الأبحاث العلمية والابتكار. [9]
كجزء من حزمة التحفيز الاقتصادي 789 مليار $ في قانون الانتعاش وإعادة الاستثمار الأمريكي لعام 2009، قدم مؤتمر الطاقة مع مبلغ إضافي قدره 38,3 مليار $ للسنتين الماليتين 2009 و2010، مشيرا إلى نحو 75 في المئة من الميزانيات السنوية للطاقة. وكان معظم الإنفاق التحفيزي في شكل منح والعقود

في السنة المالية 2013، كل من وحدات التشغيل في وزارة الطاقة تعمل بالميزانيات التالية: [10]
| التوزيع        | التمويل (بالمليارات) |
| -------------- | -------------------- |
| الأمن النووي   | $11.5                |
| الطاقة والبيئة | $9.5                 |
| البحوث العلمية | $4.9                 |
| الإدارة        | $0.25                |
| اخرى           | $0.85                |
| المجموع        | $27                  |

## عقد الأداء لتوفير الطاقة
هي عقود انجاز تصاميم لمشاريع توفير الطاقة تعرف بعقود الأداء (ESPCs) هي عقود بموجبها المتعهد وفق تصاميم يأخذ موافقة من وكالة الطاقة الفدرالية أو الوزارة، يبني، ويحصل على التمويل اللازم لمشروع توفير الطاقة، تدفع الوكالة الاتحادية دفعات على مدى الوقت للمقاول من توفير في فواتير الماء والكهرباء للوكالة. يضمن المقاول تحسينات في وفورات الطاقة، وبعد انتهاء العقد يعود المشروع إلى وكالة فيدرالية. [11]

## وصلات خارجية
- الموقع الرسمي لوزارة الطاقة
- وزارة الطاقة في السجل الفدرالي
- وزارة الطاقة خطط لمكتب مختبرات العلوم الوطنية لعشر سنوات
- برنامج ضمان القروض
- وزارة الطاقة الأمريكية تعمل في مشروع غوتنبرغ
- مبادرة الطاقة المتقدمة
- عشرين في عشرة
- مكتب تسليم الكهرباء والموثوقية الطاقة
- جمعت الولايات المتحدة وزارة الطاقة الأخبار والتعليقات في صحيفة واشنطن بوست